# ليك ألوما (أوكلاهوما)
ليك ألوما (بالإنجليزية: Lake Aluma, Oklahoma)‏ هي بلدة أمريكية تقع في الولايات المتحدة في مقاطعة أوكلاهوما، أوكلاهوما. يقدر عدد سكانها بـ 97 نسمة ومساحتها 0.7 كم2 و وترتفع عن سطح البحر 349 متر.